# О’Брайен, Киран
Киран О’Брайен (англ. Kieran O'Brien; род. 23 ноября 1973, Рочдейл, Большой Манчестер) — английский актёр.

## Ранняя жизнь и образование
О’Брайен вырос в Ройтоне, в столичном районе Олдэм, в Большом Манчестере, и получил образование в Римско-католической мемориальной средней школе епископа Хеншоу в Рочдейле .

## Карьера
О’Брайен начал сниматься в раннем возрасте и к 15 годам был звездой телесериала BBC Gruey [en] В то время он также участвовал в нескольких других сериалах в разовых или повторяющихся ролях.
В 1993 году он сыграл роль Джо Эгертона, затем Крейга Ли в Улице коронаций а затем роль Ли Джонса в Детском отделении [en]. В 1993 году он также стал завсегдатаем детективного сериала Крекер.
В 1999 году О’Брайен снялся в своем первом художественном фильме Виртуальная сексуальность. В 2001 году он сыграл роль рядового Аллена Веста в популярном сериале HBO Братья, где он сыграл заметную роль в эпизоде Последний патруль. Он также появился в фильме 2002 года 24 часа вечеринок. В 2003 году он появился в музыкальном клипе Cooper Temple Clause Promises, Promises [en], и можно увидеть, как он сказал, что его «заложили» в Millennium Dome при создании видео.
На сегодняшний день О’Брайен продолжает свою карьеру на телевидении и в кино. Недавно он появился в фильмах Дорога в Гуантанамо и Тоталли Франк [en], а также повторил его роль в Крекере.
О’Брайен также был одним из звезд полицейской драмы HolbyBlue [en], не появляясь из первого эпизода до третьего эпизода второй серии.
В 2013 году О’Брайен совершил поездку по Великобритании в постановке комедийно-драматического фильма Саймона Бофоя 1997 года Полный Монти, в котором он играет «до абсурда чрезмерно одаренного» Гая.